# اورن (شهر)
شهر اورن (به روسی: Урень) در کشور روسیه و در اوبلاست نیژنی نووگورود واقع شده‌است.